# سیندرلا (ویرجینیای غربی)
سیندرلا (به انگلیسی: Cinderella) یک منطقهٔ مسکونی در ایالات متحده آمریکا است که در شهرستان مینگو، ویرجینیای غربی واقع شده‌است. سیندرلا ۲۵۵٫۱۲ متر بالاتر از سطح دریا واقع شده‌است.